# Карпинський Олександр Михайлович
Олександр Михайлович Карпинський (25 серпня 1867, Сувалки, Царство Польське, Російська імперія — 15 червня 1929, Рівне) — сенатор Польської республіки (1922—1927).

## Біографія
Навчався у середніх школах Любліна та Підляшші Білий (атестат зрілості 1887). 
Навчався на юридичному факультеті Московського університету (1892). 
Працював у Чернігівському окружному суді. 
З 1917 року — товариш генерального секретаря внутрішніх справ УНР. 
24 січня 1918 року у Києві перед делегатами Всеукраїнського православного церковного собору виступив як представник уряду УНР — комісар у справах сповідань. 
З 17 липня 1918 року — член Ради Міністерства закордонних справ Української Держави. 
З 14 жовтня 1918 року — посол Української Держави в Польщі. До виконання обов'язків не приступив.
З 1921 року працював адвокатом у місті Рівне.
У 1922—1928 роках — депутат польського парламенту від українців Волині.